# 秘宗拳
秘宗拳（秘踪拳）は主として河北省などに伝わる武術。別名として、燕青拳、迷蹤芸（迷踪芸）がある。迷蹤芸の名は複雑な歩法を用いることに由来するとされる。

## 歴史
伝説によると秘宗拳（燕青拳、迷蹤芸）の開祖は『水滸伝』の登場人物「燕青」であると言う。燕青の主人である盧俊義が燕青に伝え、燕青から後世の伝人に伝えられたとする場合もある。伝説では、燕青は北宋に対する反乱軍の将であるため、伝人は開祖（宗師）の名を秘したことから秘宗拳と呼ばれたとしている。秘宗拳に限らず、開祖を武侠小説に登場する人物や伝説上の人物に仮託することは珍しいことではなく、類似した例は日本武道にも見られる。
近代においては、上海精武体操学校（上海精武体育会の前身）を創設した静海（天津）の人、霍元甲の迷蹤芸がよく知られている。霍元甲は家伝の武術を父である霍恩第に学んだと言われている。また南京中央国術館の姜容樵、李元智は河北省滄州に伝えられた秘宗拳を陳玉山より学び、劉雲樵は李書文に拝師する前に張耀廷より秘宗拳を学んでいる。また、大連に伝わる秘宗拳は蘇明遠に始まると言われている。
 中国は燕青拳の由来にはいくつの仮説ある １、菩提達磨発明した。２、少林寺僧侶緊那羅王が発明した。元朝、紅巾軍は少林寺を攻撃した。緊那羅王は敵を退ける、燕青の名を借り、「燕青門」を創立した。３、この拳法の起源は河北燕州と山东青州地域、ゆえに「燕青拳」と言う。

## 秘宗拳の套路
秘宗拳の套路として秘宗長拳（燕青架子）、小護掩（小虎燕）、四路奔打、練手拳、綿掌拳などがある。秘宗長拳は太極拳のようにゆっくりと練習される套路であり、「少林慢架子」と呼ばれることがある。 姜容樵は霍元甲とは伝承系統が異なる秘宗拳（秘宗長拳）を書籍で公開している（一部に太極拳と共通する技法名が見られる。）。秘宗拳の迷蹤芸は無影拳と呼ばれることがある。

## その他
- 英語では一般的に、秘宗拳は「Mizong Quan」、燕青拳は「Yan Qing Quan」、迷蹤芸は「Mizongyi」と表記されている。
- その他、燕青翻子拳、迷踪羅漢拳と呼ばれる門派もある。
- 松田隆智は特に学習を希望した門派として霍元甲の迷蹤芸と陳家太極拳を挙げている。

## 創作世界の秘宗拳
- 漫画『拳児』。槍州にて幼少の病弱な劉月狭（実在のモデルは劉雲樵）は劉家の保標、秘宗拳の名人張耀庭に秘宗拳を学ぶ。槍州にて主人公が秘宗拳の召一龍（李初亭の門人）と対峙する。
- ゲーム「バーチャファイター」。登場人物の一人であるパイ・チェンは燕青拳を使う。